# Santuario di Santa Maria di Piazza
Il santuario di Santa Maria di Piazza (detto anche santuario della Beata Vergine dell'Aiuto) è situato nel centro storico di Busto Arsizio, dove sorgeva una precedente chiesa dedicata alla Madonna, che a sua volta aveva sostituito una cappella risalente all'epoca della cristianizzazione. Questo santuario mariano fu costruito rapidamente tra il 1515 e il 1522.
Due nomi compaiono nei documenti che trattano la costruzione del tempio: quello di Antonio da Lonate (autore del modello per il duomo di Vigevano) e quello di "magistro Tomaxio ingeniero", probabilmente Tommaso Rodari, il noto scultore e architetto attivo nel duomo di Como, allievo di Giovanni Antonio Amadeo. Il primo avrebbe impostato la pianta centrale, per la quale si è ipotizzata l'esistenza di un disegno bramantesco, "Bramanti secutus exemplar"; il secondo avrebbe eseguito i due portali a ovest e a sud, e forse l'elegante loggiato nel tamburo sotto la cupola simile al tiburio del santuario della Beata Vergine dei Miracoli a Saronno, attribuito all'Amadeo.

## Storia
(Carlo Emilio Gadda - da una lettera all'amico Ambrogio Gobbi datata Roma 7 novembre 1958)
La prima citazione di un edificio religioso dedicato a Santa Maria a Busto Arsizio risale all'incirca al 1300: si tratta della frase "Busti Arsizia. eccelsia Sancte Marie" nel Liber Notitiae Sanctorum Mediolani dove la chiesa risulta una delle 200 chiese mariane della diocesi e delle cinque presenti nel territorio della Pieve di Olgiate Olona.
L'antico edificio, secondo testimonianze seicentesche, aveva una pianta quadrata di 5 m per lato, ma si trattava già probabilmente di un rifacimento trecentesco dell'edificio originario. La chiesa, nelle sue forme tipiche dell'architettura romanica, fu consacrata nel 1346 da un vescovo di nome Francesco, delegato dell'arcivescovo Giovanni Visconti. Di questo antico edificio oggi rimane solo il rondello in pietra collocato alla sommità dell'attuale presbiterio e raffigurante in un rilievo la Madonna col Bambino.
Qui nel 1358 fu istituita una cappellania da parte di Antonio Crespi: venivano dunque celebrate messe ogni giorno da parte di un sacerdote scelto dalla famiglia Crespi. Tale cappellania prese il nome di Santa Caterina e alla santa fu intitolato un altare. Un'altra cappellania, intitolata a Santa Maria, fu istituita nel 1485 da Donato Crespi. A questa seconda cappellania nel 1504 la curia di Milano assegnò il sacerdote Francesco Crespi Roberti (o de Robertis), che successivamente divenne rettore della basilica di San Giovanni Battista.
Nel libro della Decima (un testo che riportava l'elenco degli enti privati che possedevano beni immobili soggetti a tributo) del 1399, compare per la prima volta il Consorzio di Santa Maria di Piazza. Questo, come gli altri otto consorzi di Busto Arsizio, aveva sede in una chiesa (in questo caso quella di Santa Maria) e i membri si riunivano periodicamente portando un'offerta; queste offerte sarebbero poi state cedute ai soci in difficoltà, in beneficenza ai poveri o in aiuto alle chiese.
Tra il XIV e il XVI secolo il borgo di Busto Arsizio crebbe in termini di ricchezza, dimensioni e influenza all'interno del ducato di Milano. Questo portò alla volontà di erigere un nuovo edificio religioso all'altezza di questa ascesa. La prima pietra di questa nuova chiesa, che andò a sostituire quella romanica di Santa Maria, su posata nel 1517 ed è ancora visibile incastonata nella facciata orientale. A promuovere questo rifacimento furono diverse persone, soprattutto appartenenti alla parte più colta della popolazione bustocca: tra questi, i rettori della basilica e fondatori della biblioteca capitolare di San Giovanni Battista Francesco e Bernardino Crespi, il primo dei quali era anche cappellano di Santa Maria; la Scuola dei Poveri e il Comune. È probabile, anche se non accertato, che Galeazzo Visconti, feudatario di Busto dal 1488, appoggiasse l'iniziativa. Furono molti anche i lasciti da parte del clero e della popolazione civile, risalenti in particolare al 1524, anno in cui il borgo fu colpito da un'epidemia di peste.
La ricostruzione della chiesa fu affidata ad Antonio da Lonate che, come riporta il cronista Antonio Crespi Castoldi, seguì un disegno bramantesco. I seguito a successivi studi e ricerche operate da Pio Bondioli, si può affermare che Antonio da Lonate si occupò della progettazione della struttura muraria di base, mentre il completamento e gli abbellimenti furono opera di Tommaso Rodari. Presentano caratteri tipici dell'opera di Rodari i portali delle facciate sud e ovest.
Nel 1873 iniziarono i lavori di restauro globale affidati a Carlo Maciachini dell'edificio e interessarono i gugliotti del tiburio, gli intonaci delle pareti esterne, il cupolino e la architettura e la copertura in rame; le porte laterali della facciata occidentale, aperte nel 1605, vennero murate, mentre quella della facciata meridionale fu riaperta. Furono rifatti completamente il loggiato del tiburio, gli zoccoli alla base delle pareti interne ed esterne, i battenti delle porte, la canalizzazioni per le acque piovane, gli altari laterali, che furono demoliti e sostituiti (quello di sinistra verrà poi rimosso con i restauri del 1939-43, mentre quello di destra, con la statua della Madonna dell'Aiuto, fu spostato nel santuario del Sacro Cuore di Busto Arsizio nel 1912 e rimpiazzato). Furono sostituite le bussole e altri interventi interessarono le finestre, la balaustra, il pavimento, le statue lignee delle nicchie e l'organo, che fu realizzato successivamente e poi trasferito presso la chiesa di Sant'Edoardo a Busto Arsizio, dova tuttora si trova. Per la statua della Madonna dell'Aiuto Maciachini disegnò un piccolo trono per le esposizioni e le processioni. Durante questi lavori il pittore Luigi Cavenaghi si occupò del restauro pittorico dell'intera superficie interna.

## Architettura e apparato decorativo

Il santuario con la torre campanaria prima del suo innalzamento; nella piazza antistante, il mercato

Internamente, la parte bassa, quadrata, che è tagliata negli angoli da archi diagonali formanti nicchie e cuffie, rimanda ai numerosi studi di chiese a pianta centrale compiuti da Leonardo mentre il tamburo ottagonale con una ghiera di nicchie (la corona dei 12 santi) e le otto unghie della volta di copertura riecheggiano gli esempi di Santa Maria Incoronata di Canepanova a Pavia e dell'Incoronata a Lodi e di Santa Maria della Croce a Crema.
Il rigoroso volume cubico scandito da lesene è sormontato da un tiburio con gugliotti e lanterna che interpreta in forme più leggere ed eleganti la tipologia della tradizione lombarda (come già nel non lontano santuario di Saronno).
I due portali delle facciate sud e ovest, opera di Tommaso Rodari, si compongono di due parti: quella inferiore presenta pilastri e ornamenti geometrici di carattere rinascimentale; nella parte superiore due archi, inscritti l'uno nell'altro, sono intermezzati da patere, rettangoli e sfondati. Sopra l'arco maggiore una trave sovrasta due spazi triangolari ornati con tondelli in pietra rossa come quelli che si trovano nelle porte del Duomo di Como.
Entrambe le porte presentano iscrizioni in lingua latina:
(Iscrizioni sulla porta occidentale)
(Iscrizioni sulla porta meridionale)
Del santuario di Santa Maria esiste una copia esatta, ma più piccola, a Crespi d'Adda, paese annoverato tra i patrimoni dell'umanità dall'UNESCO. Della statua della Madonna esiste una copia esatta in Uruguay a Montevideo, nella chiesa del quartiere popolare del Cerro.

### Interno[10]

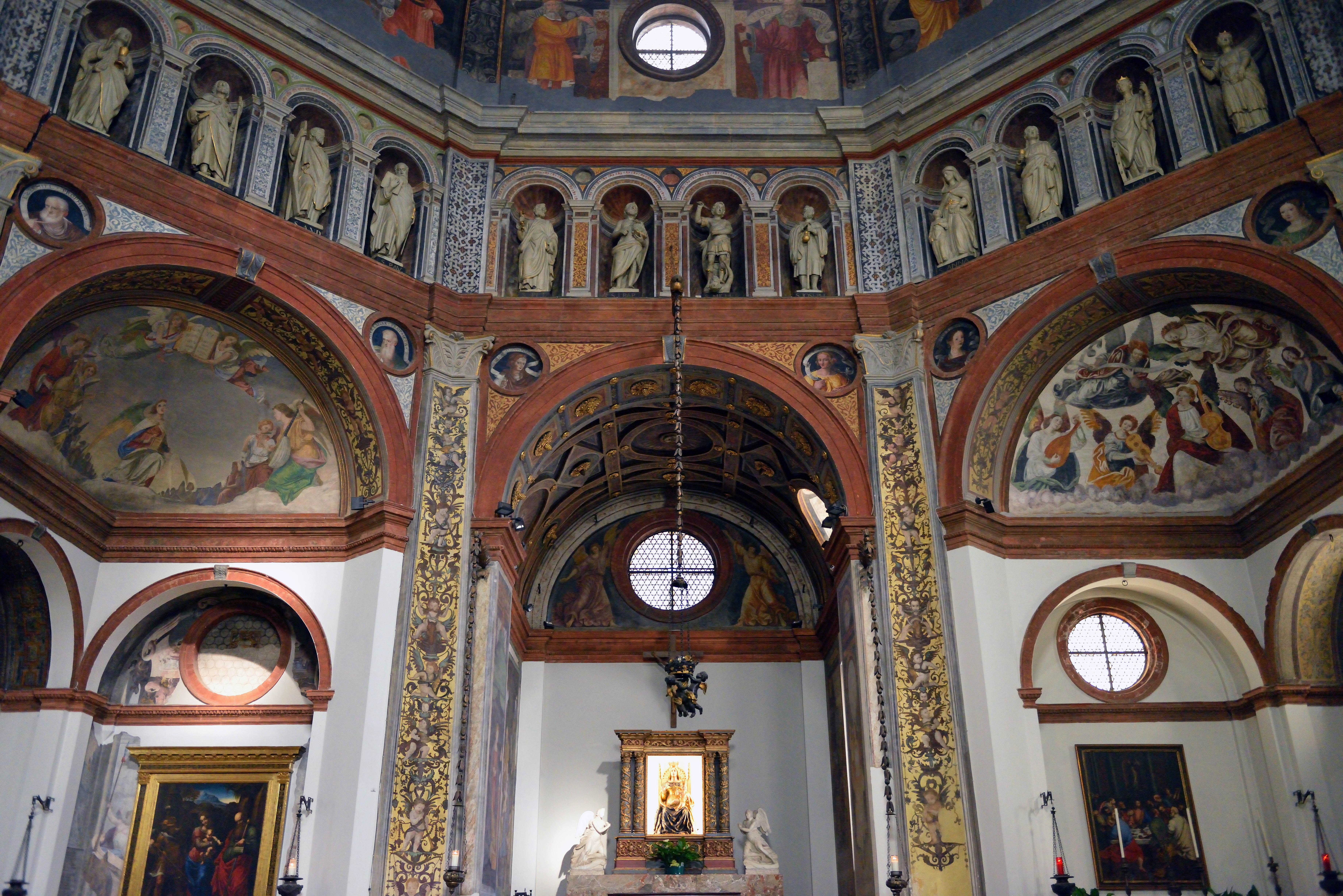
Un dettaglio dell'interno in cui possiamo ben vedere l'altare maggiore e le statue di Fabrizio De Magistris

La cupola fu affrescata da Giovanni Crespi, nonno di Giovan Battista Crespi detto Il Cerano, nel 1531. Contemporaneamente Francesco Tatti eseguì delle decorazioni nell'ordine inferiore. Gli spicchi della cupola furono decorati con decine di stelle dorate, mentre i pilastri furono decorati con delle grottesche. Nella fascia inferiore del tiburio furono dipinti i profeti e le sibille: queste figure sono illuminate da oculi, ai lati dei quali si trovano raffigurate due figure, mentre altre due sono poste ai lati degli otto arconi sottostanti, per un totale di sedici figure maschili e altrettante femminili. Tra le figure maschili, oltre agli undici profeti scrittori, sono presenti Mosè, Aronne, Davide, Salomone e Giona, mentre oltre alle sibille, le altre figure femminili sono quelle di Eva, Rachele, Ester e Giuditta.
Gli affreschi del presbiterio 1542 sono di Giovan Battista della Cerva allievo di Gaudenzio Ferrari e rappresentano rispettivamente: l'Annunciazione sui pilastri; l'Adorazione del Magi sulla parete di sinistra e l'Adorazione dei pastori sulla parete di destra. Al della Cerva sono anche attribuiti gli Angeli musicanti nella vela dell'arco d'angolo, a destra del presbiterio, nonché gli angeli e le lesene della decorazione.
L'Ultima cena, nell'altare a destra dell'altare maggiore è di Gaudenzio Ferrari e Giovan Battista della Cerva, mentre sono attribuiti a Raffaele Crespi i dipinti delle lunette dei portali, raffiguranti la Madonna con il Bambino, san Giovannino e angeli musicanti (a ovest) e la Madonna del Rosario con il Bambino e putti (a sud). Questi due affreschi furono staccati nel 1939 per via del loro critico stato si conservazione e non furono più ricollocati.
Nell'altare a sinistra del presbiterio una copia della perduta Madonna delle Vittorie di Giovan Paolo Lomazzo.
Sulla parete di destra, è presente un trittico raffigurante la Madonna con Bambino e santi precedentemente attribuita a Francesco Melzi, in deposito dalla Pinacoteca di Brera
Sulla parete di sinistra La Madonna con Bambino, San Gervaso e Protaso, Santa Caterina e Giustina (1544) è di Giacomo Francia, mentre il magnifico Polittico dell'Assunta è opera di Gaudenzio Ferrari.

#### Polittico dell'Assunta

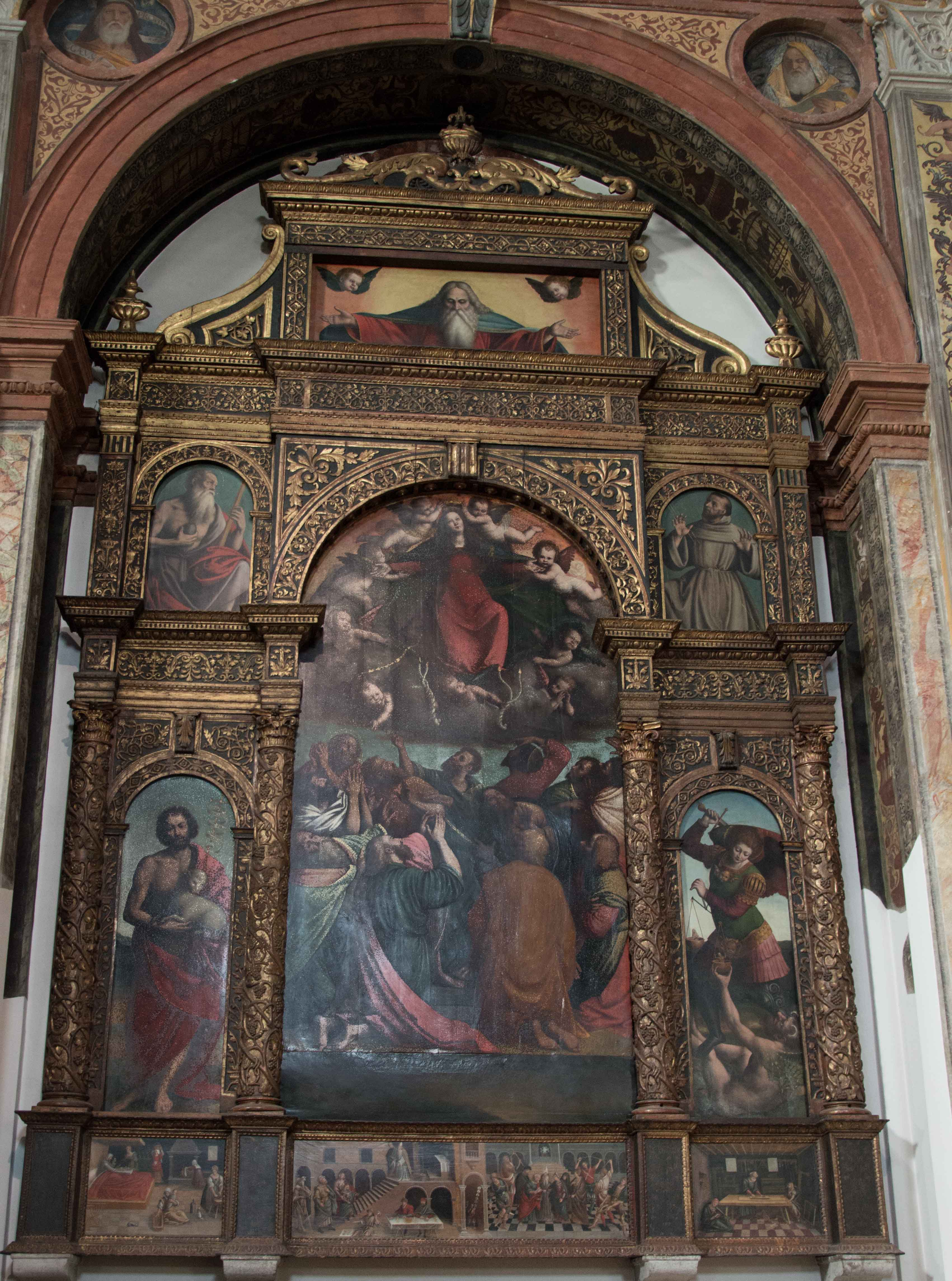
Il polittico dell'Assunta

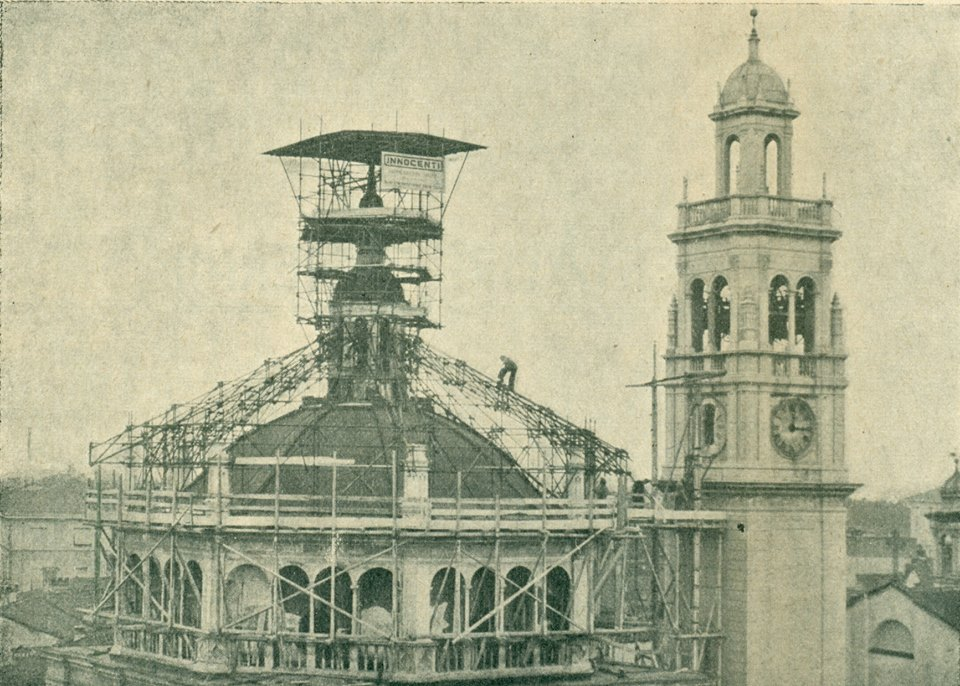
La cupola del Santuario durante i lavori di restauro del 1939-1943

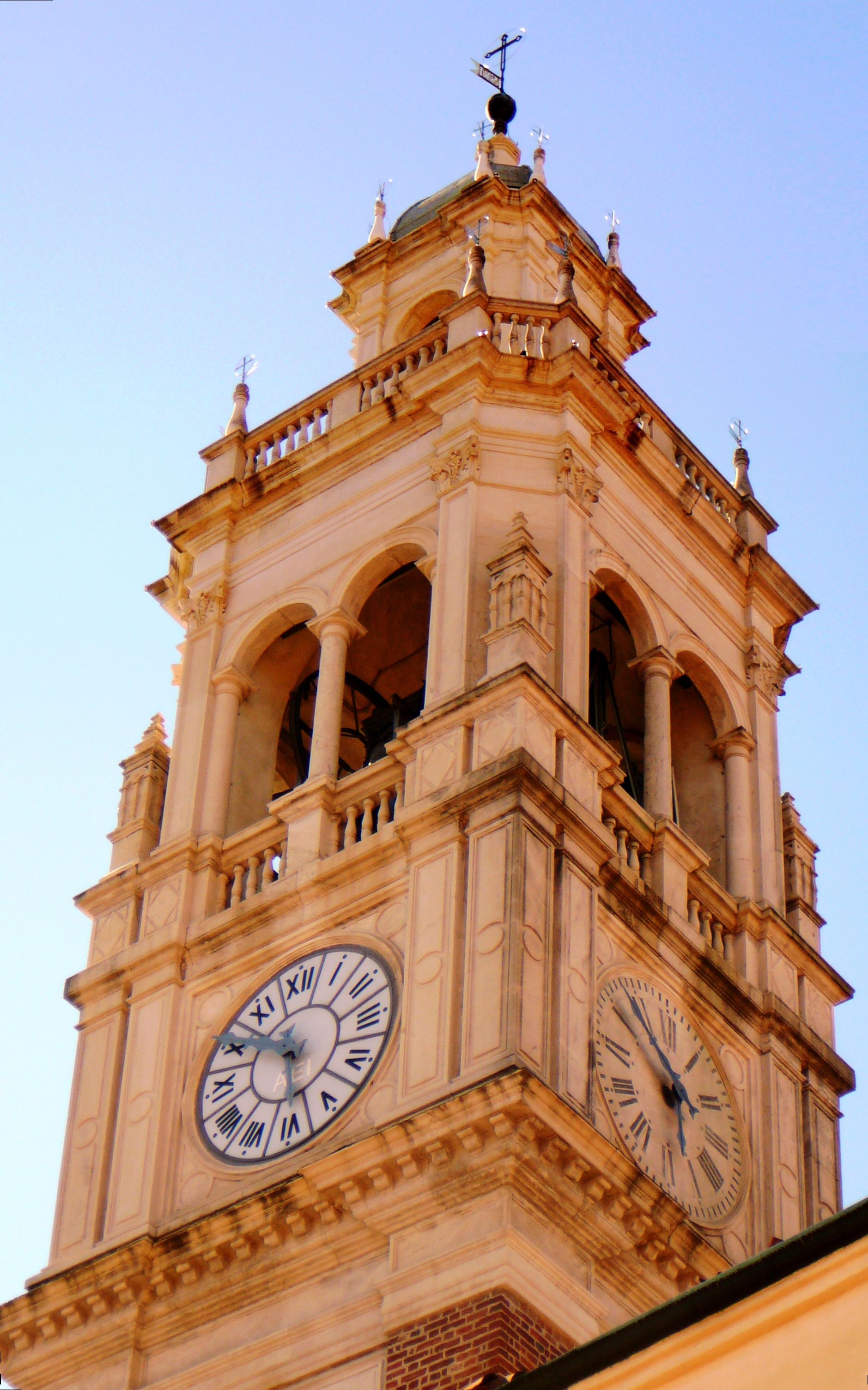
La parte sommitale del campanile.

Dipinto tra il 1539 e il 1540 da Gaudenzio Ferrari, il grande polittico dell'Assunta fu offerto nel 1541 al santuario da Donato Prandoni, consigliere della comunità bustese. Originariamente esso fu collocato sulla parete di fondo del presbiterio, dove copriva un oculo, per poi essere trasferito nella posizione odierna (sulla parete settentrionale) in occasione dei lavori di restauro compiuti tra il 1939 e il 1943.
Il polittico è dominato dal Padre Eterno, raffigurato con le braccia aperte per accogliere Maria, portata in cielo da angeli che accompagnano il nimbo su cui siede e la incoronano regina.
Negli scomparti laterali vi sono i santi maggiormente venerati in quel tempo a Busto Arsizio. A sinistra si trovano le immagini di san Giovanni Battista con l'Agnus Dei e di san Gerolamo, titolare del convento femminile che sorgeva presso la chiesa di San Giovanni Battista; a destra vi sono invece san Michele Arcangelo che alza la spada contro il demonio e san Francesco d'Assisi. La ricca cornice dorata appoggia le quattro colonne, fasciate di rami e di foglie, su una predella con dipinti ed è divisa in tre parti da due piedritti: a sinistra è raffigurata la natività di Maria, al centro la presentazione al tempio e lo sposalizio, a destra si vede invece la Sacra Famiglia.

### Campanile

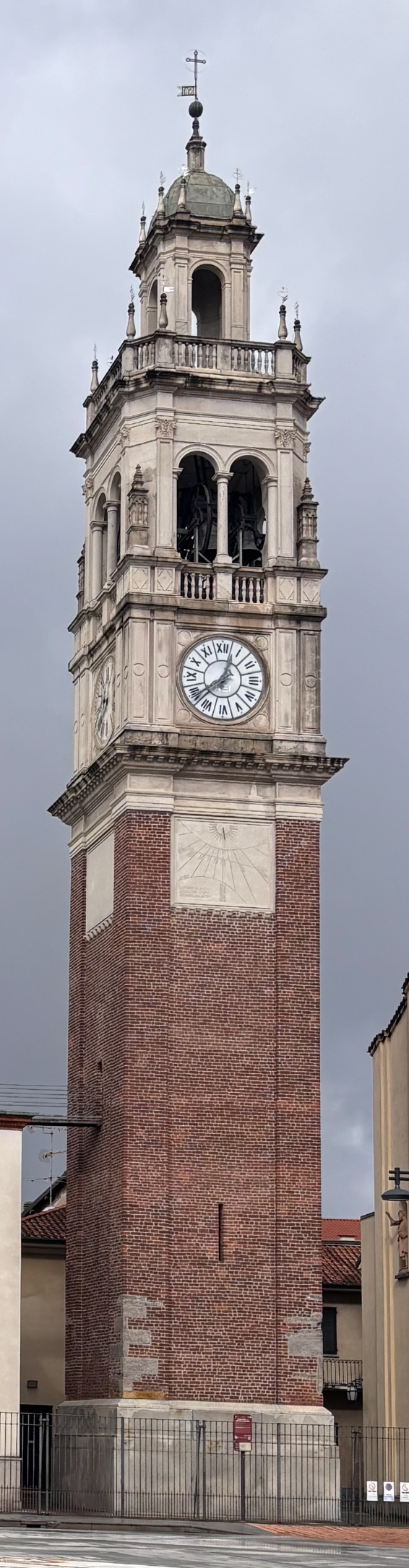
Il campanile

Il campanile in mattoni risale al 1584. Nel 1874 Giuseppe Tettamanti, prevosto di Busto Arsizio, incaricò Carlo Maciachini di progettare un innalzamento del campanile. Il progetto fu pronto lo stesso anno, ma a causa di contenziosi con il Demanio, i lavori poterono iniziare solo il 23 marzo 1886. Dapprima, l'antica torre cinquecentesca fu rivestita con un alto zoccolo di granito e un intonaco a simulare un bugnato (rimosso con i restauri del 1939-43). Fu poi aggiunto il corpo sommitale del campanile, costituito da un prisma quadrato per l'orologio, che riprende la forma della pianta della chiesa, la cella campanaria, a richiamo della loggia e dei gugliotti della chiesa, su cui fu realizzata un'edicola che si rifà al cupolino e alla lanterna della chiesa. Questi lavori furono ultimati nel 1887 e collaudati dallo stesso Maciachini il 15 gennaio dello stesso anno.
Furono in seguito realizzati nuovi lavori: l'apertura di una nuova porta di accesso al campanile, la rimozione della campana comunale (la torre era da sempre torre civica di Busto Arsizio) sostituita da un nuovo concerto di cinque campane in mi bemolle, la realizzazione della cancellata.

## Statua della Madonna dell'Aiuto

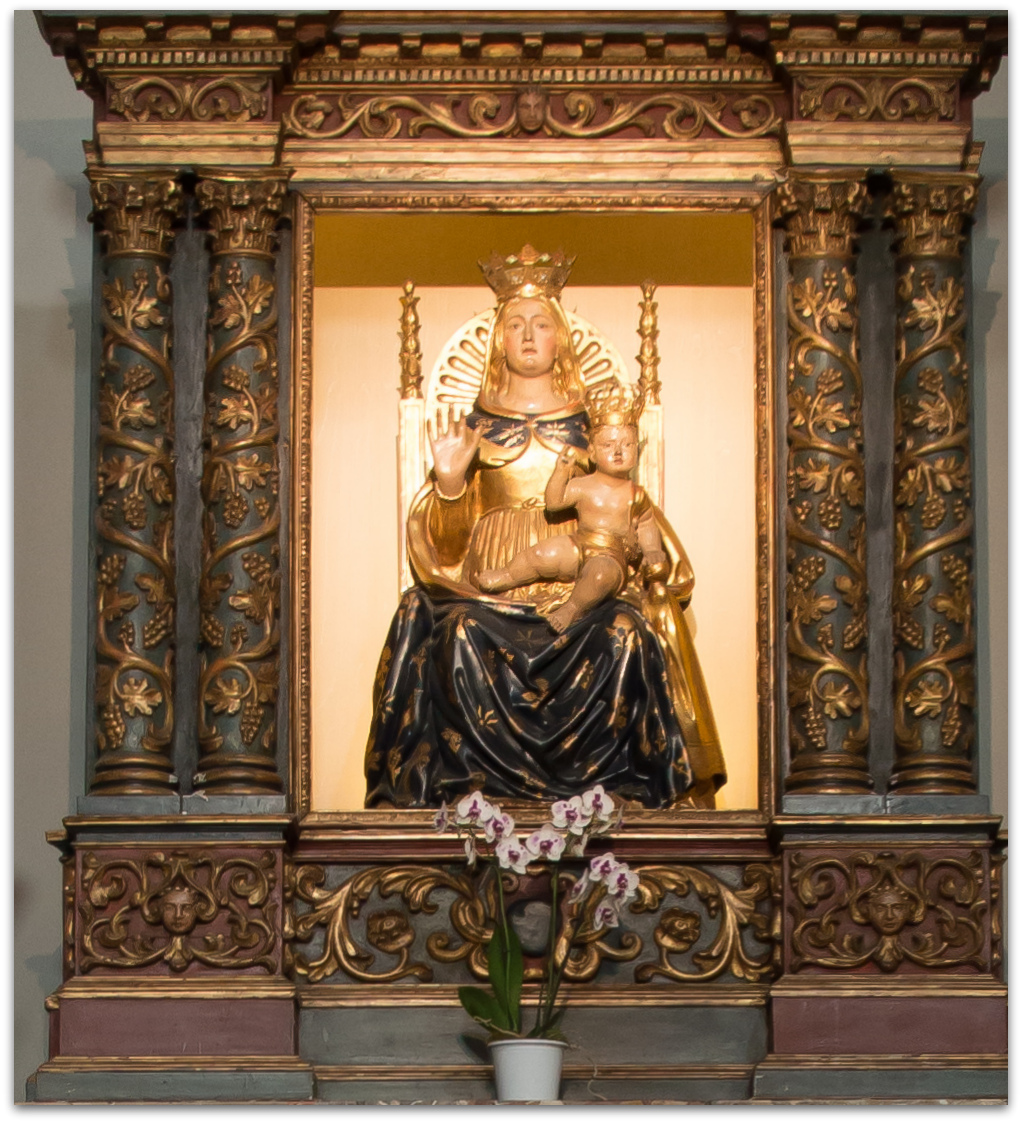
La statua della Madonna dell'Aiuto

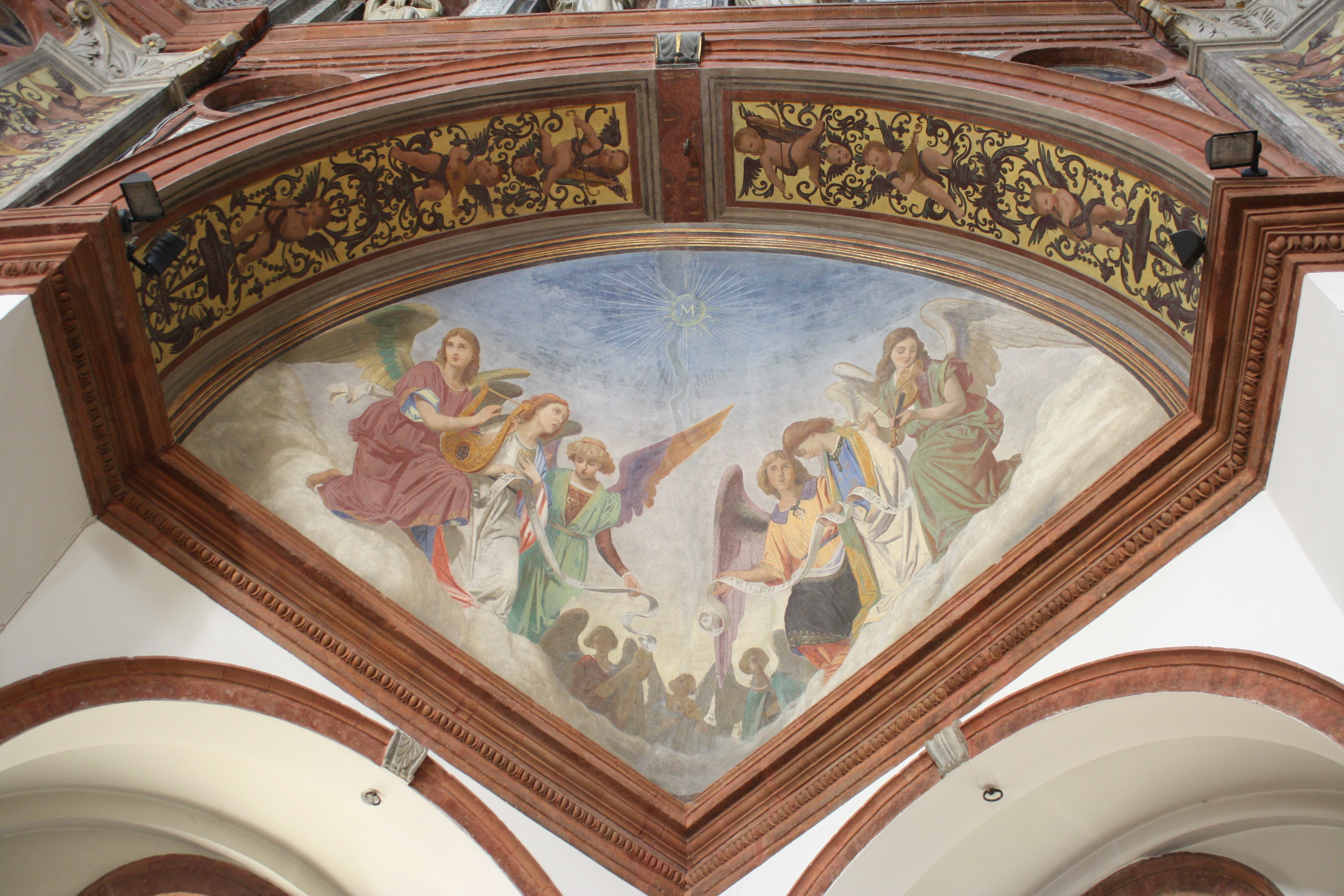
Una delle lunette ridipinte da Luigi Cavenaghi

La statua in legno policromo della Madonna dell'Aiuto è collocata sopra l'altare al centro dello spazio dell'abside. Il simulacro, risalente al 1602, è opera attribuita a Fabrizio De Magistris. La statua, che venne incoronata nel 1895 dal beato cardinale Andrea Ferrari, è protetta da una teca affiancata da due angeli marmorei cinquecenteschi.
La simmetria e centralità della figura di Maria (sottolineata dai torciglioni della cattedra) evidenziano il dinamismo asimmetrico del Bimbo, che è messo di lato, come scivolante sul ginocchio della Madre. È dunque evidente lo stacco tra la ieraticità dell'immagine della Madonna e quella del Bambino che sembra venire incontro all'astante. In questa particolarità, l'opera del De Magistris costituisce una innovazione rispetto all'iconicità tradizionale.
Le statue nelle nicchie sono anch'esse di Fabrizio De Magistris.